# Трикутна біпіраміда
| Трикутна біпіраміда | Трикутна біпіраміда                                                          |
| ------------------- | ---------------------------------------------------------------------------- |
| Трикутна біпіраміда |                                                                              |
| Тип                 | Біпіраміда і правильногранний многогранник J11(M3+A5) — J12 (2M1) — J13(2M3) |
| Коксетер            |                                                                              |
| Шлефлі              | {} + {3}                                                                     |
| Список граней       | 6 трикутників                                                                |
| Число ребер         | 9                                                                            |
| Число вершин        | 5                                                                            |
| Група симетрії      | D3h, [3,2], (*223) порядку 12                                                |
| Група обертань      | D3, [3,2]+, (223), порядку 6                                                 |
| Тип грані           | V3.4.4                                                                       |
| Двоїстий            | трикутна призма                                                              |
| Властивості         | опуклий, гранетранзитивний                                                   |
| Розгортка           |                                                                              |

Трикутна біпіраміда — це вид шестигранника, перший многогранник у нескінченній послідовності гранетранзитивних біпірамід. Многогранник двоїстий трикутній призмі.
Як видно з назви, многогранник можна побудувати, з'єднавши два тетраедри однією гранню. Хоча всі грані многогранника конгруентні і тіло є ізоедричним, воно не є правильним многогранником, оскільки деякі вершини належать трьом граням, інші — чотирьом.
Біпіраміда, шість граней якої — правильні трикутники, є одним із правильногранних многогранників (J12 у нотації Джонсона, 2M1 у нотації Залгаллера). Правильногранний многогранник є одним з 92 строго опуклих многогранників, що мають правильні грані, але однорідним многогранником він не є (тобто не є правильним многогранником, архімедовим тілом, призмою чи антипризмою). Назву многограннику дав Норман Джонсон, який першим перерахував ці многогранники 1966 року. Як правильногранний многогранник, грані якого — правильні трикутники, він є також дельтаедром.

## Двоїстий многогранник
Подвійний многогранник трикутної біпіраміди — трикутна призма з п'ятьма гранями, два паралельні правильні трикутники, пов'язані ланцюжком з трьох прямокутників. Хоча трикутна призма має вид, що є однорідним многогранником (з квадратними гранями), двоїстий многогранник правильногранного виду біпіраміди має прямокутні грані, а не квадратні, так що многогранник не є однорідним.
| Двоїста трикутна біпіраміда | Розгортка двоїстого многогранника |
| --------------------------- | --------------------------------- |
|                             |                                   |

## Пов'язані многогранники та стільники
Трикутну біпіраміду dt{2,3} можна бачити в послідовності повнозрізаних многогранників, rdt{2,3}, зрізаних, trdt{2,3} і альтернованих (кирпатих) многогранників, srdt{2,3}:
Трикутну біпіраміду можна побудувати нарощуванням дрібніших частин, зокрема, з двох правильних октаедрів один над іншим з 3 трикутними біпірамідами, доданими навколо сторін і по 1 тетраедру зверху та знизу. Цей многогранник має 24 грані у вигляді правильних трикутників, але правильногранним многогранником він не є, оскільки має грані, розміщені в одній площині (копланарні грані). Цей многогранник є копланарним дельтаедром із 24 трикутними гранями. Він отримується нарощуванням комірок у скрученому альтернованому кубічному стільнику. Великі трикутні многогранники можна отримати аналогічно з 9, 16 або 25 трикутниками на великій трикутній грані, що можна розглядати як частину трикутної мозаїки.
Трикутна біпіраміда може утворювати замощення простору з октаедрами або зрізаними тетраедрами.
| Шари однорідного четвертькубічного стільника можна зсунути з утворенням пар тетраедричних комірок, які комбінуються в трикутні біпіраміди. | скручений тетраедричнооктаедричний стільник має пари суміжних правильних тетраедрів, які можна розглядати як трикутні біпіраміди. |